# Rolf Laurelli
Rolf Axel Ivan Laurelli, född 11 september 1945 i Örebro  är en svensk författare och lärare i att göra affärer. 

## Biografi
Laurelli utbildade sig i handelsämnen vid Bröderna Påhlmans Handelsinstitut och fick 1967 sin första anställning som säljare på Olivetti, ett italienskt företag i kontorsmaskinbranschen. Hans uppgift var direktförsäljning genom oanmälda företagsbesök. 1969 anställdes han som säljare på LANY FAX AB, som var ett företag i läromedelsbranschen. Där fick han även sitt första chefsjobb som ansvarig för sälj- och marknadsföring. Parallellt med sitt säljarbete utbildade han sig på kvällstid till Diplomerad Marknadsekonom vid Mercuri Schartauanerna samt vid Institutet för Vidareutbildning av Akademiker, IVAK.
Rolf Laurelli började sin konsultkarriär 1972, först på Påhlmans Kurskonsult och sedan i sin fortsatta karriär har han under tjugo år varit anställd konsult inom AB Utvecklingsplan, Anderson & Lembke, Cicero AB samt Kreab.
1992 startade Laurelli och Leif Klockare företaget Svenska Konsulthuset, där han sedan dess arbetat i konsultuppdrag .  Rolf Laurelli har utöver detta publicerat mer än hundra artiklar i fackpress och är författare till ett flertal böcker. Om säljarens betydelse för företagande och näringslivet beskriver han i sin senaste publikation Säljaren blir hjälte, utkommen 2024. 
Under åtta år var han förbundsordförande på Säljarnas Riksförbund, åren 1995-2003. Han har också under 16 år varit gästlektor på Kungliga Tekniska Högskolan, KTH, i kursen Industriell Ekonomi och Organisation i ämnet Affärsmannaskap - åren 1984-2000

## Priser och utmärkelser
- Hedersledamot i Svenska Marknadsekonomföreningen
- Hedersledamot i Centek Salesmen Club, stiftelse inom Högskolan i Luleå